# Siret Rits
Pour les articles homonymes, voir Rits.
Siret Rits est une ancienne joueuse estonienne de volley-ball née le 20 novembre 1982. Elle mesure 1,77 m et jouait au poste de passeuse. Elle a totalisé 17 sélections en équipe d'Estonie.

## Clubs
| Club                   | De        | À         |
| ---------------------- | --------- | --------- |
| Eesti Spordigümnaasium | 1997-1998 | 2000-2001 |
| Viimsi VK              | 2001-2002 | 2003-2004 |
| TPÜ/Cartini            | 2004-2005 | 2006-2007 |
| Viljandi Metall        | 2007-2008 | 2010-2011 |
| Viimsi Spa             | 2011-2012 | 2011-2012 |

## Palmarès
- Championnat d'Estonie
  - Vainqueur : 2002, 2005, 2010, 2011.